# 腺毛柏拉木
腺毛柏拉木（学名：Blastus cavaleriei var. tomentosus）为野牡丹科柏拉木属下的一个变种。

## 扩展阅读
- 維基物種上的相關：腺毛柏拉木